# Dicksonia zippeliana
Dicksonia zippeliana là một loài dương xỉ trong họ Dicksoniaceae. Loài này được Kunze mô tả khoa học đầu tiên năm 1845.
Danh pháp khoa học của loài này chưa được làm sáng tỏ. 